# Hetinj
Hetinj, Etinj, Hetin ili Jetin (mađ. Hosszúhetény, nje. Hetting) je selo u južnoj Mađarskoj. 
Zauzima površinu od 45,27 km četvornih.

## Povijest
Udolina u kojoj se nalazi Hetinj je imala stanovnike još u kamenom dobu.
1942. je Hetinju pripojeno selo Senasluv, a 1978. selo Kisújbánya.

## Zemljopisni položaj
Nalazi se jugoistočnim obroncima gore Mečeka (mađ. Mecsek), na 46°9' sjeverne zemljopisne širine i 18°21' istočne zemljopisne dužine, 18 km sjeveroistočno od Pečuha, na 252 m nadmorske visine, u udolini podno Zenke, najvišeg vrha gorja Meček i vrha imena Hármashegy.

## Upravna organizacija
Upravno pripada komlovskoj mikroregiji u Baranjskoj županiji. Poštanski broj je 7694.
Hetinju upravno pripadaju i dva susjedna seoca:  4 km udaljeni u brdu Senasluv (mađ. Püspökszentlászló) i Kisújbánya (nje. Neuglashütte).

## Kultura
Turizam. Jedno od glavnih turističkih odredišta je arboretum i biskupova palača u Senasluvu (mađ. Püspökszentlászló).

## Promet
1 km južno od Hetinja prolazi željeznička pruga Pečuh – Bacik, a od Hirda ide odvojak za Hetinj. Željeznička postaja Hetinj se nalazi 1 km južno od sela.

## Stanovništvo
U Hetinju živi 3360 stanovnika (2005.). Mađari su većina. Nijemci čine 3,6% stanovništva, Romi čine 3,2%. Nijemci i Romi i imaju manjinsku samoupravu. Blizu 75% stanovnika su rimokatolici, 1% je luterana, 4% je kalvinista, nekoliko pripadnika židovske vjere te ostali.

## Gradovi prijatelji
- Morolo, Frosinone, Italija

## NATO-ov radar
2000-ih je mađarska vlada htjela postaviti NATOvu radarsku postaju na vrhu Zengu, no plan je naišao na žestoki otpor stanovnika Hetinja i obližnjeg Pečvara, kao i ekoloških skupina uključujući i Greenpeace.